# Scaptia atra
Scaptia atra är en tvåvingeart som först beskrevs av Philippi 1865.  Scaptia atra ingår i släktet Scaptia och familjen bromsar. Inga underarter finns listade i Catalogue of Life.